# Вышково (Удомельский район)
Вышково — деревня в Удомельском городском округе Тверской области.

## География
Деревня находится в северной части Тверской области на расстоянии приблизительно 16 км на восток по прямой от железнодорожного вокзала города Удомля.

## История
Известна с 1545 года как пустошь. В 1859 году в Вышкове стоял один дом, принадлежавший помещице Авдотье Николаевне Семенской, в котором проживало 16 человек. Дворов (хозяйств) в деревне было 4 (1886), 15 (1961), 11 (1986), 8 (1999). В 1878 году здесь была открыта земская больница. Займищенская больница с 1936 по 1966 год была центральной в Брусовском районе. Работала до середины 1980-х годов, когда больницу перевели в Еремково, после чего старые постройки стали разрушаться. До 2015 года входила в состав Еремковского сельского поселения до упразднения последнего. С 2015 года в составе Удомельского городского округа.

## Население
Численность населения: 7 человек (1886 год), 37 (1961), 27 (1986), 16 (русские 100 %) в 2002 году, 14 в 2010.